# Подбельск
Подбельск — село в Похвистневском районе Самарской области, административный центр одноимённого сельского поселения.

## История
Строительство станции велось в 1880—1893 годах.
В 1893 году отмечено, что станция называлась «Ключи». Эта станция была в районе поселения «Гудок» (1239 км). В 1903 году станция «Ключи» переформировалась в станцию «Подбельская» на то место, где и существует по сей день.
Есть 3 версии названия станции:
1. помещик по фамилии Подбельский;
2. писатель Подбельский;
3. но склоняются к тому, что был революционер (народоволец) под псевдонимом «Подбельский».

В 1910 году отмечено, что вокруг станции Подбельской было 14 дворов, 132 жителя: 69 мужчин и 63 женщины.
В 1935—1963 годах Подбельск был центром Подбельского района.

## Экономика
В январе 2009 года ОАО «ВолгаТелеком» ввело в эксплуатацию новую цифровую телефонную станцию емкостью более 1000 номеров в селе Подбельск, заменившую устаревшую координатную АТС.

## Население
| 1959 | 2002  | 2010  | 2021  |
| ---- | ----- | ----- | ----- |
| 2735 | ↗3417 | ↘3164 | ↘3017 |

## Культура
В Подбельске в 2007 году построен современный спортивный комплекс.
В поселке Пример рядом с селом имеется мечеть.